# 烂尾娃
烂尾娃（Rotten-tail kids）是2024年开始在中国流行的网络热词，指毕业即失业而不得不依靠父母生活的青年群体。

## 背景
2023年6月，当中国青年失业率达到21.3%的空前新高时，中国政府突然宣布暂停发布系列数据。2024年7月，中国官方公布的16-24岁青年失业率达17.1%，同年大学毕业生人数达到创纪录的1179万人。中国教育部刊物《中国高等教育研究》2024年6月发表研究预计，到2037年之前。中国高等教育毕业生在劳动力市场上将继续维持供过于求的趋势，2034年应届大学毕业生数量或达1800万人左右的峰值，青年就业问题在短时期内难以解决。

## 概述
路透社報導，爛尾娃成為2024年中国社群媒體流行語，概念類似自2021年來拖累中國經濟的「爛尾樓」，也就是數以千萬棟未完工的預售屋。“烂尾娃”一词源于2021年以来中国房地产出现的大规模“烂尾楼”现象。与此同时，由于中国经济不景气，青年失业率居高不下，导致上千万中国应届毕业生就业困难，不少青年于是只能选择居家啃老，成为“全职子女”，或被迫接受低薪工作。
路透社采访了九个失业或最近被解雇的年轻人，除了企业裁员和缺少面试机会以外，多人提及工作负荷过重、无偿加班、工资普遍下降和兼职等现象，形势不容乐观。2024年，创纪录数量的大学毕业生正在寻找工作，而劳动力市场因新冠疫情引发的混乱以及中国金融、科技和教育行业的监管打击而低迷。
曾从事人力资源工作多年的杨鹏告诉自由亚洲电台：“普通家庭的子女原来觉得念了大学还能找个工作，但现在‘萝卜招聘’越来越明显，空间越来越少；经济形势不好就业岗位也少，进一步压缩了年轻人找到工作改变生活的空间。”美国密西根大学社会学助理教授周韵（Yun Zhou）表示，“烂尾娃”一词的流行，反映出对于许多中国大学生来说，更好的工作前景、向上流动的社会机会、以及更光明的生活前景，这些曾经由大学学位所承诺的东西，已经越来越难以实现。

## 评论
香港《信報財經新聞》评论认为：“眼下內地經濟放緩，一方面整體發展機會減少，同時社會制度若未有顯著改進，反而令靠關係、講特權、走後門、分配不均、跨代貧窮等弊端進一步突顯，就有可能動搖社會的元氣和根基。中國政府解救「爛尾樓」問題之餘，同樣重要的是讓廣大95後和00後年輕人看見未來發展希望，避免他們真的淪為「爛尾娃」。”
财新专稿作家李井奎认为，“烂尾娃”反映出中国人口和生育政策的失败。陳光誠为台湾中央广播电台撰文称，“年輕人是未來的希望，山川河流是發展的根基。從「國在山河破」到「民存娃爛尾」都是中共坑國害民的歷史鐵證。”
西北农林科技大学教授陈辉认为，“人生不是土木工程，不能完全按图纸施工；育人过程也不是盖楼，父母更不是开发商。“烂尾楼”这个标签贴在孩子身上，不仅有害，甚至有毒。网络上已有许多反对这种标签化的声音，认为每个孩子都有自己的成长节奏和人生轨迹，不能随便贴上失败或烂尾的标签。”
哥伦比亚大学社会学家姚璐说，中国失业青年发现，如果将自己失业归咎于政府，“既危险又无效”，他们更可能陷入“自我不满和责备”或“躺平”。她分析，失业青年的自我揭露和日益增加的曝光度，提高了社会对青年事业现象的接受度，能够减少关于失业的“耻辱感”。